# Ribamar Fiquene
Ribamar Fiquene – miasto i gmina w Brazylii, w Regionie Północno-Wschodnim, w stanie Maranhão.  
Ma powierzchnię 750,55 km². Według danych ze spisu ludności w 2010 roku gmina liczyła 7318 mieszkańców, a gęstość zaludnienia wynosiła 9,75 osób/km². Dane szacunkowe z 2019 roku podają liczbę 7791 mieszkańców. 
Ribamar Fiquene graniczy od północy z gminą Governador Edison Lobão, od północy i wschodu z gminą Montes Altos, od wschodu z Lajeado Novo, od południa z Campestre do Maranhão, a od zachodu ze stanem Tocantins.
W 2017 roku produkt krajowy brutto per capita wyniósł 10 099,64 reali brazylijskich.
Gminę utworzono w 1994 roku, wcześniej tereny te administracyjnie były przynależne do gminy Montes Altos.